# Rabenschwand
Rabenschwand est une localité autrichienne. Elle fait partie de la commune de Oberhofen am Irrsee du district de Vöcklabruck en Haute-Autriche.